# ルキウス・ユニウス・ガッリオー・アンナエウス

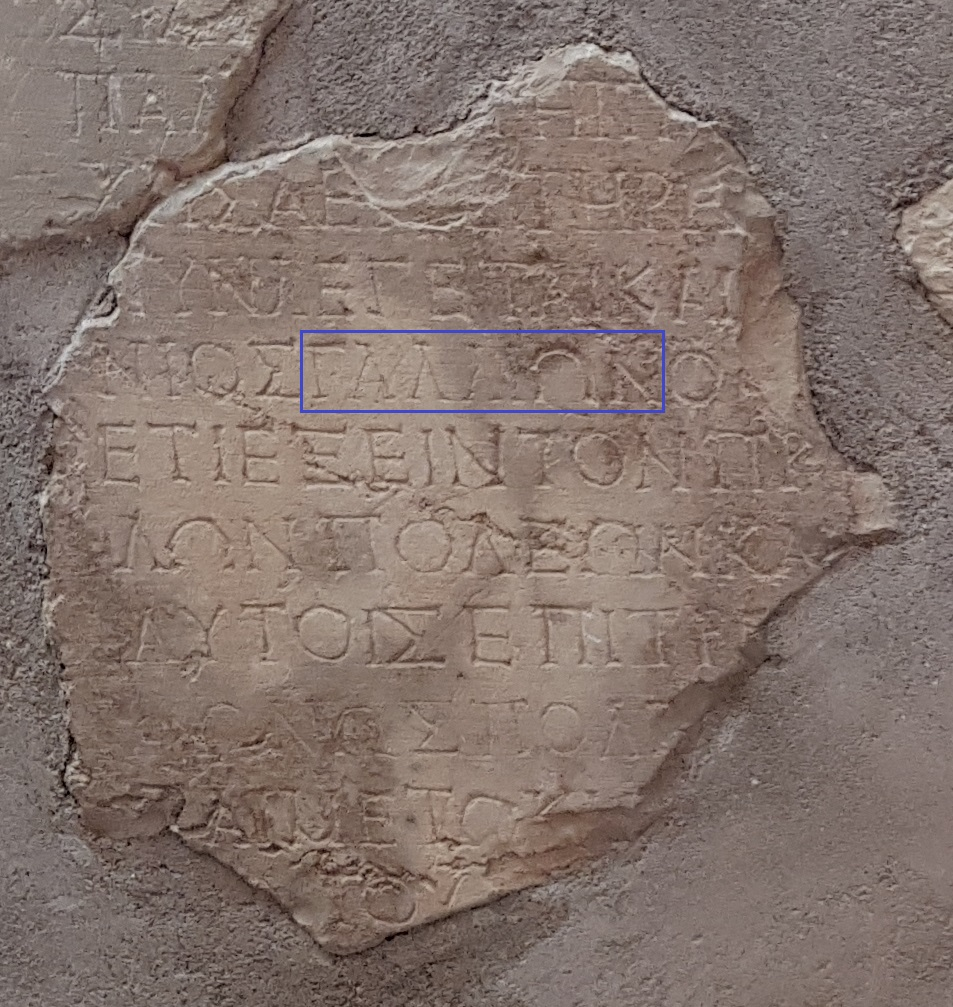
デルフォイ碑文。青線で囲われた部分にギリシャ語で"Γαλλιων"と刻まれている。

ルキウス・ユニウス・ガッリオー・アンナエウス（ラテン語：Lucius Junius Gallio Annaeanus、紀元前5年頃 - 紀元65年頃）、または単にガッリオー（ギリシア語: Γαλλιων, Galliōn）は、ローマ帝国の元老院議員で、哲学者で作家であるセネカの兄。コリントスにおいて、ユダヤ人によるパウロに対する弾劾を退けたことで知られる（『使徒行伝』18:12）。

## 生涯
ガッリオー（生誕時の名前はルキウス・アンナエウス・ノウァートゥス）は、雄弁家の大セネカ（マルクス・アンナエウス・セネカ）の三人兄弟の長男として、紀元前5年頃に属州ヒスパニア・バエティカの首都コルドバに産まれる。大セネカの旧友で、雄弁家として知られていたルキウス・ユニウス・ガッリオーの養子となったことで、彼は後に名をユニウス・ガッリオーと改めることとなる。ガッリオーの弟の小セネカ（ルキウス・アンナエウス・セネカ）は、『怒りについて』（紀元45年頃）と『幸福な人生について』（紀元58年頃）二篇をガッリオー宛に献呈している。これらの著作でセネカは、詩人のスタティウスが言及しているのと同様（『シルウァエ』ii.7, 32）、ガッリオーの魅力ある性分について言及している。おそらくガッリオーは弟セネカと共にコルシカへと追放され、小アグリッピナがネロの家庭教師としてセネカを指名したことを機に、兄弟はローマへの帰還を果たしたようである。クラウディウス帝の治世の末頃、ガッリオーは当時新しく設置された元老院属州、アカイア州のプロコンスルに就任した。しかしながら、ガッリオーは体調不良が原因で就任から数年も経たぬうちにプロコンスルの職を辞さざるをえなかったようである。52年頃に彫られたデルフォイ碑文には、ガッリオーがローマ皇帝クラウディウスの「友人にしてプロコンスル」と言及されている。
ガッリオーは50年代中頃に前執政官、あるいは代理執政官を務めており、2世紀末頃の歴史家カッシウス・ディオによれば、ネロのコンサートを企画したのは彼であった。弟セネカの死からほどなくして、ガッリオーは元老院でサリエヌス・クレメンスによって「尊属殺人者でありローマの敵で裏切り者である」と糾弾されるが、このときは元老院が満場一致で「政変を私怨を晴らすために曲解しないよう」サリエヌスに勧告を行った（タキトゥス『年代史』15.73）。だがこれは、彼の死を一時的に引き延ばしたに過ぎなかった。末弟アンナエウス・メラが陰謀の関与を問われたことで自身の血管を切って命を絶つと（『年代史』16.17）、兄であったガッリオーもまた、おそらくはなんらかの指示のもとで65年に自殺したようである。

### ガッリオーと使徒パウロ
『使徒言行録』によれば、ガッリオーが属州アカイア総督であったときに、コリントスの会堂管理司（シナゴーグの長老）であったソステネスが使徒パウロを、モーセの律法を破ったとしてガッリオーの前に引き出した。しかし、ガッリオーはユダヤ教徒とユダヤ人キリスト教徒の宗教的な対立に無関心であったため、このパウロについての訴えを退け(denegatio actionis)、パウロとユダヤ人たちを法廷から追い出した（『使徒言行録』18:12-17）。
ガッリオーの在任期間はほぼ間違いなく紀元51年から52年までだったようである。したがって、『使徒言行録』第18章のできごとはこの時期に起こったといえる。この事実は、パウロの生涯についてもっとも正確に知ることができる点で意義がある。